# Грант (окръг, Западна Вирджиния)
Вижте пояснителната страница за други населени места с името Грант.
Окръг Грант (на английски: Grant County) е окръг в щата Западна Вирджиния, Съединени американски щати. Площта му е 1243 km², а населението – 11 816 души (2012). Административен център е град Питърсбърг.